# Nives Celzijus
Nives Celzijus (Zagreb, 18. prosinca 1981.), pravim imenom Nives Zeljković, hrvatska je pjevačica, glumica, kolumnistica, model i publicistica.

## Životopis
Pohađala je XIII. gimnaziju u Zagrebu. Završila je tečaj glume u Zagrebačkom kazalištu mladih. Sukladno s tim pohađala je i satove pjevanja.

## Karijera
Prvu glumačku ulogu ostvarila je kao pjevačica u „Vitezu slavonske ravni” u osječkom HNK-u, koju je dobila na poziv redatelja Dražen Ferenčina.
2008. objavljuje autobiografiju Gola istina, u kojoj detaljno opisuje svoj život prije braka s hrvatskim nogometašem Dinom Drpićem. Knjigu su proglasili najprodavanijom u Hrvatskoj te joj je dodijeljena nagrada »Kiklop«.
U drugoj knjizi Gola istina  iz 2014. progovara o razlozima razvoda od Dine Drpića i svojoj višegodišnjoj avanturi s igračem Real Madrida. Iste godine otpjevala je pjesmu „Karanfili” u izdanju Croatia Recordsa. 
Pjesmu „Biondina” snimila je s klapom Sveti Florijan.
Pjesmu „Kolinda” objavila je uoči inauguracije Kolinde Grabar-Kitarović za hrvatsku predsjednicu.
Sudjelovala je u 4. sezoni natjecateljskog showa „Tvoje lice zvuči poznato” u kojem je pobjedila.

## Diskografija
- 1999. - Cura moderna

Singlovi
| godina | pjesma            | duet                 | album |
| ------ | ----------------- | -------------------- | ----- |
| 2009.  | Bijesna           | -                    | -     |
| 2010.  | Loša sam          | -                    | -     |
| 2012.  | Gol               | -                    | -     |
| 2014.  | Na koljena        | -                    | -     |
| 2014.  | Karanfili         | TS Petica            | -     |
| 2014.  | Take me to Brasil | -                    | -     |
| 2014.  | Opa, romantika    | Garinho              | -     |
| 2014.  | Inferno           | -                    | -     |
| 2015.  | Kolinda           | -                    | -     |
| 2015.  | Lutrija           | -                    | -     |
| 2015.  | Biondina          | Klapa Sveti Florijan | -     |
| 2015.  | Kad ženu rane     | -                    | -     |
| 2015.  | Tebi u inat       | Tarapana Band        | -     |
| 2016.  | Mamurluk          | -                    | -     |
| 2017.  | Kukulele          | -                    | -     |
| 2017.  | Ramos             | -                    | -     |
| 2018.  | Život pogledaj    | -                    | -     |
| 2018.  | Jen' dva tri      | Ante M               | -     |
| 2018.  | Nova godina       | -                    | -     |
| 2019.  | Odjebando         | -                    | -     |

## Filmografija

### Televizijske uloge
- "Olujne tišine 1985-1995" kao kurtizana (1997.)
- "Zauvijek susjedi" kao Dina (2007.)
- "Čista ljubav" kao Snježana Mamić (2017. – 2018.)
- "Bogu iza nogu" kao Suzana (2021.)
- "Kumovi" kao Iris (2023.)
- "San snova" kao Nives Peharda (2023.)

## Vanjske poveznice
- Nives Celzijus u internetskoj bazi filmova IMDb-u (engl.)
- Životopis  Arhivirana inačica izvorne stranice od 9. ožujka 2009. (Wayback Machine)